# Santiago do Cacém
Santiago do Cacém là một huyện thuộc tỉnh Setúbal, Bồ Đào Nha. Huyện này có diện tích 1059 km², dân số thời điểm năm 2001 là 31105 người.